# Viber
Viber is een VoIP-applicatie van Viber Media, waarmee men naast telefoneren via het internet ook chat, foto's, audio- en videoberichten kan versturen. De client-software is beschikbaar voor Android, BlackBerry OS, iOS, Symbian, Bada en Windows Phone, Windows, macOS, Linux en Windows 8 (Modern UI). Viber kan gebruikt worden op Wi-Fi- en 3G en 4G-netwerken.

## Viber Out
Met Viber Out kan gebeld worden naar nummers aangesloten op het PSTN-netwerk. Hier zijn kosten aan verbonden. Het is mogelijk om via de app krediet te kopen. De tarieven per te bellen land kunnen verschillen. Viber Out gaat via het internet. Bij gebruik van mobiel internet kan het gebruik in rekening worden gebracht door de provider, afhankelijk van het abonnement.